# Saison 2 de Supernatural
Chronologie
Saison 1 Saison 3
La deuxième saison de Supernatural, série télévisée américaine, est constituée de vingt-deux épisodes diffusée du 28 septembre 2006 au 17 mai 2007 sur The CW, aux États-Unis.

## Synopsis
Alors qu'ils continuent la traque d'Azazel, le démon aux yeux jaunes, Sam et Dean doivent faire face au deuil de leur père, mort lors du premier épisode de la saison, et aux questions laissées sans réponses. S'est il sacrifié pour sauver Dean, et comment ? Quel secret lui a-t-il confié juste avant sa mort ? Sam développe d'étranges pouvoirs démoniaques et les frères rencontrent d'autres personnages dans la même situation, victimes d'Azazel qui a tué leur mère vingt-deux ans plus tôt. Tout semble lié à un plan qui remonte à l'origine de leur histoire et qui les dépasse.

## Distribution

### Acteurs principaux
- Jared Padalecki (VF : Damien Boisseau) : Sam Winchester
- Jensen Ackles (VF : Fabrice Josso) : Dean Winchester

### Acteurs récurrents et invités
- Jim Beaver (VF : Jacques Bouanich) : Bobby Singer (épisodes 1, 14, 15, 21 et 22)
- Samantha Ferris (VF : Josiane Pinson) : Ellen Harvelle
- Alona Tal (VF : Marie Giraudon) : Jo Harvelle
- Chad Lindberg (VF : Yann Fénelon) :  Ash
- Jeffrey Dean Morgan (VF : Bernard Tiphaine) : John Winchester (épisodes 1 et 22)
- Fredric Lehne (VF : Patrice Baudrier) : Azazel (épisodes 1, 21 et 22)
- Lindsey McKeon (VF : Noémie Orphelin) : Tessa  (épisode 1)
- Alec Willows (VF : ) : Barry Papazian (épisode 2)
- Ken Kramer (VF : ) : M. Cooper (épisode 2)
- Sterling K. Brown (VF : Jean-Paul Pitolin) :  Gordon Walker (épisodes 3 et 10)
- Amber Benson (VF : Laurence Crouzet) : Lenore (épisode 3)
- Ty Olsson (VF : Guillaume Orsat) : Eli (épisode 3)
- Amara Zaragoza : Angela Mason (épisode 4)
- Serge Houde (VF : Patrice Dozier) : Dr Mason (épisode 4)
- Jared Keeso (VF : Philippe Valmont) : Matt Harrison (épisode 4)
- Christopher Jacot (en) : Neil (épisode 4)
- Gabriel Tigerman (VF : Yoann Sover) : Andrew Gallagher (épisodes 5 et 21)
- Elias Toufexis (VF : Vincent Barazzoni) : Ansem « Webber » Weems (épisode 5)
- Andrea Brooks (VF : ) : Katie (épisode 6)
- Lisa Marie Caruk (VF : ) : Teresa Ellis (épisode 6)
- Stephen Aberle (VF : ) : H. H. Holmes (épisode 6)
- Linda Blair (VF : Blanche Ravalec) : Diana Ballard (épisode 7)
- Jason Gedrick (VF : Bruno Choël) : Peter Sheridan (épisode 7)
- Keegan Connor Tracy (VF : Cathy Diraison) : Karen Giles (épisode 7)
- Andy Stahl (VF : Jean-Pierre Moulin) : Jeff Krause (épisode 7)
- Shannon Powell : Claire Becker (épisode 7)
- John Lafayette (VF : Thierry Desroses) : George Darrow (épisode 8)
- Vincent Gale (VF : Pierre Laurent) : Evan Hudson (épisode 8)
- Sonja Bennett (VF : Chloé Berthier) : Pamela « Pam » Clayton (épisode 9)
- Nolan Gerard Funk (VF : Benoît DuPac) : Jake Tanner (épisode 9)
- Diego Klattenhoff (VF : )  : Duane Tanner (épisode 9)
- Chilton Crane (VF : Françoise Pavy) : Beverly Tanner (épisode 9)
- Katharine Isabelle (VF : Barbara Delsol) : Ava Wilson (épisodes 10 et 21)
- Richard de Klerk (VF : Olivier Podesta) : Scott Carey (épisode 10)
- Tom McBeath (VF : Jean-François Kopf) : M. Carey (épisode 10)
- Annie Wersching (VF : Caroline Beaune) : Susan Thompson (épisode 11)
- Conchita Campbell : Maggie Thompson (épisode 11)
- John R. Taylor (VF : Serge Bourrier) : Sherwin (épisode 11)
- Charles Malik Whitfield (en) (VF : Jean-François Aupied) : agent Victor Henriksen (épisodes 12 et 19)
- Chris Gauthier (VF : Bruno Magne) : Ronald Reznick (épisode 12)
- Holly Hougham (VF : Chantal Baroin) : Frannie (épisode 12)
- Georgia Craig : Sherri / Polymorphe (épisode 12)
- Denis Arndt (VF : Érik Colin) : le père Reynolds (épisode 13)
- David Monahan (VF : Emmanuel Garijo) : le père Thomas Gregory (épisode 13)
- Heather Doerksen : Gloria Sidnick (épisode 13)
- Richard Speight Jr. (VF : Constantin Pappas) : Gabriel, l'Embrouilleur (épisode 15)
- David Tom (VF : Dimitri Rougeul) : Curtis (épisode 15)
- Barclay Hope (VF : Stefan Godin) : le professeur Cox (épisode 15)
- Tricia Helfer (VF : Laura Préjean) : Molly McNamara (épisode 16)
- Dan Gauthier (VF : Benoît DuPac) : David McNamara (épisode 16)
- Emmanuelle Vaugier (VF : Vanina Pradier) : Madison (épisode 17)
- Gary Cole (VF : Patrick Poivey) : Brad Redding (épisode 18)
- Don Stark (VF : Paul Borne) : Jay Wiley (épisode 18)
- Regan Burns (VF : Guillaume Lebon) : McG, le réalisateur (épisode 18)
- Michael B. Silver (VF : Thomas Roditi) : Martin « Marty » Flagg (épisode 18)
- Elizabeth Whitmere (VF : Laurence Sacquet) : Wendy / Tara Benchley (épisode 18)
- Benjamin Ratner (VF : Luc Boulad) : Walter Dixon (épisode 18)
- Andrew Francis (VF : Cyril Aubin) : Brody / Rick Craig (épisode 18)
- R. Nelson Brown (VF : Alain Flick) : Frank Jaffe / Gerard St. James (épisode 18)
- Alycia Purrott (VF : Sarah Marot) : Ashley / Kendra (épisode 18)
- Bridget White : Mara Daniels (épisode 19)
- Jeff Kober (VF : Stéphane Ronchewski) : Randall (épisode 19)
- Garwin Sanford (VF : Emmanuel Karsen) : Deacon (épisode 19)
- Samantha Smith (VF : Marie-Martine Bisson) : Mary Winchester (épisodes 20 et 21)
- Adrianne Palicki (VF : Dorothée Pousséo) : Jessica Moore (épisode 20)
- Michelle Borth (VF : Véronique Soufflet) : Carmen Porter (épisode 20)
- Mackenzie Gray (VF : Emmanuel Karsen) : Djinn (épisode 20)
- Aldis Hodge (VF : Jérôme Rebbot) : Jake Talley (épisodes 21 et 22)
- Katharine Isabelle : Ava Wilson (épisode 21)
- Jessica Harmon : Lily Baker (épisode 21)
- Ona Grauer (VF : Chantal Baroin) : la démon du croisement (épisode 22)

### Créatures de la saison
- Faucheur
- Démon
- Rakshasa
- Vampire
- Zombie
- Fantôme
- Polymorphe
- Demi-Dieu Païen
- Loup-Garou
- Djinn
- Chiens de l'Enfer

## Liste des épisodes

### Épisode 1:Le Sacrifice
- États-Unis /  Canada : 28 septembre 2006 sur The CW / Citytv[1]
- Québec : 29 août 2007 sur Ztélé[2]
- France : 
  - 24 septembre 2007 sur TF6
  - 26 avril 2008 sur M6
- Belgique : 20 octobre 2007 sur Plug RTL

- Jeffrey Dean Morgan (John Winchester)
- Jim Beaver (Bobby Singer)
- Lindsey McKeon (Tessa)
- Fredric Lehne (Azazel)
- Julian Christopher (le docteur)
- Marcel Maillard (le camionneur)
- Nicola Anderson (une infirmière)
- Carrie Anne Fleming (l'infirmière mourante)
- Sharon Bell (une infirmière)
- Marsha Regis (une infirmière)
- Daniel Bacon (un démon)
- Benson Simmonds (un démon)
- Randal Edwards (ambulancier)
- Sarah Groundwater-Lew (ambulancière)

- John Winchester meurt dans cet épisode.
- Lieu : Jefferson City, Missouri

### Épisode 2:Le Clown
- États-Unis : 5 octobre 2006 sur The CW
- France : 
  - 24 septembre 2007 sur TF6
  - 3 mai 2008 sur M6
- Belgique : 27 octobre 2007 sur Plug RTL

- Alona Tal (Jo Harvelle)
- Chad Lindberg (Ash)
- Samantha Ferris (Ellen Harvelle)
- Alec Willows (Barry Papazian)
- Ken Kramer (M. Cooper)
- Quinn Lord (Evan)
- David Stuart (le père d'Evan)
- Nicole Muñoz (Nora)
- Julius Chapple (le père de Nora)
- Lexie Huber (la mère de Nora)
- Alexis Llewellyn (petite fille)
- Dean Readman (le père de la petite fille)
- Kirsten Alter (la mère de la petite fille)
- Colin Naples (la clown)

### Épisode 3:Au-delà des apparences
- États-Unis : 12 octobre 2006 sur The CW
- France : 
  - 1er octobre 2007 sur TF6
  - 10 mai 2008 sur M6
- Belgique : 3 novembre 2007 sur Plug RTL

- Sterling K. Brown (Gordon Walker)
- Amber Benson (Lenore)
- Samantha Ferris (Ellen Harvelle)
- Ty Olsson (Eli)
- Ralph Alderman (le shérif)
- Derek McIver (Jeff Manners)
- Janene Carleton (Christina Flanagan)

### Épisode 4:Vengeance d'outre-tombe
- États-Unis : 19 octobre 2006 sur The CW
- France : 
  - 1er octobre 2007 sur TF6
  - 17 mai 2008 sur M6
- Belgique : 10 novembre 2007 sur Plug RTL

- Tamara Feldman (Angela Mason)
- Christopher Jacot (Neil)
- Serge Houde (Dr Mason)
- Jared Keeso (Matt Harrison)

### Épisode 5:Sous contrôle
- États-Unis : 26 octobre 2006 sur The CW
- France : 
  - 8 octobre 2007 sur TF6
  - 24 mai 2008 sur M6
- Belgique : 17 novembre 2007 sur Plug RTL

- Samantha Ferris (Ellen Harvelle)
- Alona Tal (Jo Harvelle)
- Chad Lindberg (Ash)
- Gabriel Tigerman (Andrew Gallagher)
- Elias Toufexis (Webber)
- Chiara Zanni (Tracy)
- Richard Lett (Ed)
- Ian Rozylo (le pompiste)
- Blu Mankuma (Dr Jennings)
- Eric Keenleyside (Dennis)
- Nesta Chapman (Holly Beckett)
- Kirsten Alter (la maman)
- Ian Vance (l'agent de sécurité)
- John Dadey (l'adjoint du shérif)
- Ian Thompson (le chauffeur du bus)

### Épisode 6:Sans issue
- États-Unis : 2 novembre 2006 sur The CW
- France : 
  - 8 octobre 2007 sur TF6
  - 31 mai 2008 sur M6
- Belgique : 24 novembre 2007 sur Plug RTL

- Alona Tal (Jo Harvelle)
- Samantha Ferris (Ellen Harvelle)
- Andrea Brooks (Katie)
- Brent Chapman (Ed)
- Lisa Marie Caruk (Teresa Ellis)
- Stephen Aberle (H. H. Holmes)
- Chris Eastman (le touriste)

### Épisode 7:La Main de la justice
- États-Unis : 9 novembre 2006 sur The CW
- France : 
  - 15 octobre 2007 sur TF6
  - 7 juin 2008 sur M6
- Belgique : 1er décembre 2007 sur Plug RTL

- Linda Blair (Dét. Diana Ballard)
- Jason Gedrick (Dét. Peter Sheridan)
- Shannon Powell (Claire Becker)
- Andy Stahl (Jeff Krause)
- Keegan Connor Tracy (Karen Giles)
- Diana Dutra (une policière)

Dean se retrouve menotté en salle d'interrogatoire. Son frère est en train de discuter avec Diana Ballard, une inspectrice qui lui annonce que Dean est accusé de meurtres dans la région et également à Saint-Louis (voir épisode 6 de la saison 1 « Faux frère »). Les deux frères racontent la même histoire et les enquêteurs n'ont aucune preuve directe. Cependant, afin de faire diversion pour que Sam s'échappe, Dean finit par raconter toute la vérité sur l'affaire sur laquelle ils enquêtent. Les deux meurtres sont reliés à l'apparition de l'esprit d'une femme égorgée, aux poignets marqués. Le prenant pour un fou, Diana vient lui demander de l'aide lorsqu'elle rencontre le fantôme dans le commissariat et Dean l'envoie vers la cache de Sam.

### Épisode 8:Le Pacte
- États-Unis : 16 novembre 2006 sur The CW
- France : 
  - 15 octobre 2007 sur TF6
  - 14 juin 2008 sur M6
- Belgique : 8 décembre 2007 sur Plug RTL

- La Monde Byrd (Robert Johnson)
- John Lafayette (George Darrow)
- James Lafazanos (le directeur de l'hôtel)
- Christie Laing (le démon de Robert)
- Jeannette Souza (le démon de Dean)
- Vincent Gale (Evan Hudson)
- Yvonne Myers (la petite-amie de Robert)
- Leah Cairns (Julia)
- Catherine Thomas (la femme de ménage)
- Aleks Paunovic (l'ami de Sean Boyden)
- Marcus Champagne (un client du bar)
- Richard Cohee (un client du bar)
- Lilian Umurungi (une cliente du bar)

- Le titre original fait référence à la chanson Cross Road Blues de Robert Johnson, chanteur de blues qui était supposé avoir vendu son âme au diable.
- Lieu : Greenwood, Mississippi

### Épisode 9:Croatoan
- États-Unis : 7 décembre 2006 sur The CW
- France : 
  - 22 octobre 2007 sur TF6
  - 11 octobre 2008 sur M6
- Belgique : 15 décembre 2007 sur Plug RTL

- Kate Jennings Grant (Dr Lee)
- Bobby Hosea (Sarge)
- Diego Klattenhoff (Duane Tanner)
- Sonja Bennett (Pamela)
- Nolan Gerard Funk (Jake Tanner)
- Laurie Murdoch (M. Tanner)
- Chilton Crane (Beverly Tanner)
- Simon Longmore (un embusqué)

- Croatoan : Une population de colons anglais menés par un certain John White s’établit dans l'actuelle Caroline du Nord sur ordre de la reine, afin de devancer les Espagnols pendant l'année 1584. White repartit en 1587 pour l'Angleterre et lorsqu'il revint deux ans plus tard, la colonie avait disparu, comme rasée. Tout était vierge, à l'exception d'un poteau avec cette mystérieuse inscription : « Croatoan ».
- Lieu : River Grove, Oregon

### Épisode 10:Traqué
- États-Unis : 11 janvier 2007 sur The CW
- France : 
  - 22 octobre 2007 sur TF6
  - 28 juin 2008 sur M6
- Belgique : 22 décembre 2007 sur Plug RTL

- Samantha Ferris (Ellen Harvelle)
- Chad Lindberg (Ash)
- Sterling K. Brown (Gordon Walker)
- Katharine Isabelle (Ava Wilson)
- Richard DeKlerk (Scott Carey)
- Bill Mondy (Dr George Waxler)
- Tom McBeath (le père de Scott)

Dean avoue à Sam ce que lui a confié leur père avant de mourir : il doit protéger Sam et le sauver de quelque chose, et si jamais il n'y arrive pas, être prêt à le tuer. 

### Épisode 11:Maggie et Rose
- États-Unis : 18 janvier 2007 sur The CW
- France : 
  - 29 octobre 2007 sur TF6
  - 5 juillet 2008 sur M6
- Belgique : 29 décembre 2007 sur Plug RTL

- Annie Wersching (Susan Thompson)
- Matreya Fedor (Tyler Thompson)
- Conchita Campbell (Maggie Thompson)
- John R. Taylor (Sherwin)
- Brenda McDonald (Rose Thompson)

Lieu : Cornwall, Connecticut
Dans cet épisode on peut noter plusieurs références à Shinning de Stanley Kubrick :
- Le thème de l'hôtel presque vide avec la mère et sa fille.
- La petite fille a une amie qui semble imaginaire.
- Sam et Dean logent dans la chambre 237.
- Dans la séquence où Dean va prendre un verre au bar de l'hôtel, l'image et la lumière rappellent fortement la séquence de Shinning avec Jack Torrance lui-même au bar de l'Overlook (notamment le comptoir rétro-éclairé).

### Épisode 12:Le Polymorphe
- États-Unis : 25 janvier 2007 sur The CW
- France : 
  - 29 octobre 2007 sur TF6
  - 11 octobre 2008 sur M6
- Belgique : 5 janvier 2008 sur Plug RTL

- Chris Gauthier (Ronald Resnick)
- Georgia Craig (Sherri)
- Stephen E. Miller (L'agent de sécurité de la banque)
- Charles Malik Whitfield (en) (agent Victor Henriksen)
- Holly Hougham (Frannie)
- Roman Podhora (le lieutenant Robarts)
- Kurt Max Runte(le sergent Tucker)
- Alison Matthews (la journaliste)
- Sanjay Talwar (la manager de la bijouterie)

Lieu : Milwaukee, Wisconsin

### Épisode 13:Ange ou Démon
- États-Unis : 1er février 2007 sur The CW
- France : 
  - 5 novembre 2007 sur TF6
  - 18 octobre 2008 sur M6
- Belgique : 12 janvier 2008 sur Plug RTL

- Denis Arndt (Père Reynolds)
- David Monahan (Père Gregory)
- Heather Doerksen (Gloria)
- Wesley Salter (Zach Smith)
- Dan Mellor (Frank Potz)
- Sean Rogerson(l'agresseur de Sam)

### Épisode 14:Possédé
- États-Unis : 8 février 2007 sur The CW
- France : 
  - 5 novembre 2007 sur TF6
  - 18 octobre 2008 sur M6
- Belgique : 19 janvier 2008 sur Plug RTL

- Alona Tal (Jo Harvelle)
- Jim Beaver (Bobby Singer)
- Philip Granger (le gérant du motel)
- Richard Kahan (le caissier)
- Vince Murdocco (Steve Wandell)

- Le titre original fait référence à la chanson Born Under a Bad Sign d'Albert King.

### Épisode 15:Frères ennemis
- États-Unis : 15 février 2007 sur The CW
- France : 
  - 12 novembre 2007 sur TF6
  - 25 octobre 2008 sur M6
- Belgique : 26 janvier 2008 sur Plug RTL

- Jim Beaver (Bobby Singer)
- Richard Speight Jr. (le concierge)
- David Tom (Curtis)
- Barclay Hope (Professeur Arthur Cox)
- Neil Grayston (le jeune homme de la fraternité)

### Épisode 16:Le Temps des adieux
- États-Unis : 15 mars 2007 sur The CW
- France : 
  - 12 novembre 2007 sur TF6
  - 25 octobre 2008 sur M6
- Belgique : 2 février 2008 sur Plug RTL

- Dan Gauthier (David McNamara)
- Tricia Helfer (Molly McNamara)
- Winston Rekert (Jonah Greely)

### Épisode 17:Les Loups-garous
- États-Unis : 22 mars 2007 sur The CW
- France : 
  - 19 novembre 2007 sur TF6
  - 1er novembre 2008 sur M6
- Belgique : 9 février 2008 sur Plug RTL

- Brad Dryborough (Glenn)
- Emmanuelle Vaugier (Madison Stalker)
- G. Patrick Currie (Kurt Mueller)
- Teryl Rothery (le médecin légiste)

- Lieu : San Francisco, Californie.
- Lorsque Sam et Dean commencent leur enquête déguisés en agents fédéraux, ils se font appeler les agents Landis et Dante, référence directe aux cinéastes John Landis et Joe Dante qui réalisèrent un film chacun sur le thème du loup-garou : Le Loup-garou de Londres et Hurlements sortis tous deux en 1981.

### Épisode 18:Le Chef-d'œuvre de l'horreur
- États-Unis : 19 avril 2007 sur The CW
- France : 
  - 19 novembre 2007 sur TF6
  - 1er novembre 2008 sur M6
- Belgique : 16 février 2008 sur Plug RTL

- Torrance Coombs (Mitch)
- Gary Cole (Brad Redding)
- Don Stark (Jay Wiley)
- Regan Burns (McG)
- Michael B. Silver (Martin)
- Elizabeth Whitmere (Wendy / Tara Benchley)
- Benjamin Ratner (Walter Dixon)
- Andrew Francis(Brody / Rick Craig)
- R. Nelson Brown (Frank Jaffe / Gerard St. James)
- Alycia Purrott(Ashley / Kendra)
- Graeme Duffy (Dave)
- Julie Patzwald (la guide touristique)

- Lieu : Les plateaux d'Hollywood
- Lors de leur visite des studios de cinéma au début de l'épisode, la jeune femme qui fait la visite guidée, parle des décors de la série Gilmore Girls, série dans laquelle l'acteur Jared Padalecki (Sam) a joué.
- Sam fait une blague sur le lieu de tournage : « on se croirait au Canada », lieu de tournage de la série.
- Le scénario du film tourné dans l'épisode est une référence au vrai film Evil Dead de Sam Raimi dans lequel les protagonistes réveillent des esprits en lisant le Necronomicon.

### Épisode 19:Les Taulards
- États-Unis : 26 avril 2007 sur The CW
- France : 
  - 26 novembre 2007 sur TF6
  - 8 novembre 2008 sur M6
- Belgique : 23 février 2008 sur Plug RTL

- Bridget Ann White (Mara Daniels)
- Garwin Sanford (Deacon)
- Jeff Kober (Randall)
- Kurt Evans (agent du FBI Carl Reidy)
- Steven Cree Molison (Lucas)
- Charles Malik Whitfield (en) (agent Victor Henriksen)

- Le titre original fait référence à la chanson Folsom Prison Blues de Johnny Cash.
- Lieu : Prison de Green River, Missouri

### Épisode 20:Comme dans un rêve
- États-Unis : 3 mai 2007 sur The CW
- France : 
  - 26 novembre 2007 sur TF6
  - 8 novembre 2008 sur M6
- Belgique : 1er mars 2008 sur Plug RTL

- Adrianne Palicki (Jessica Moore)
- Michelle Borth (Carmen Porter)
- Samantha Smith (Mary Winchester)
- Mackenzie Gray (Djinn)
- Melanie Scrofano (la jeune fille proche de la mort)

Les plaques d'immatriculation de l'Impala sont changées.

### Épisode 21:L'Armée des ténèbres, première partie
- États-Unis : 10 mai 2007 sur The CW
- France : 
  - 3 décembre 2007 sur TF6
  - 15 novembre 2008 sur M6
- Belgique : 8 mars 2008 sur Plug RTL

- Jim Beaver (Bobby Singer)
- Fredric Lehne (le démon)
- Samantha Smith (Mary Winchester)
- Gabriel Tigerman (Andrew Gallagher)
- Chad Lindberg (Ash)
- Aldis Hodge (Jake Talley)
- Katharine Isabelle (Ava Wilson)
- Jessica Harmon (Lily Baker)

Tard dans la nuit, Sam entre dans un café et se réveille dans une ville fantôme, enlevé avec d'autres enfants particuliers, par le démon aux yeux jaunes. Pendant ce temps, Dean cherche son frère dans une meule de foin de 4 800 km. 
Très vite, Sam comprend qu'Azazel est derrière tout cela et tente de fédérer les autres qui cherchent à s'enfuir à travers la forêt avoisinante. Alors que Jake essaie de partir seul, il tombe sur un Acheri - un démon qui prend la forme d'une petite fille pour arriver à ses fins. Comprenant que Sam n'est pas fou, il rejoint Andy et Ava pour récolter des armes : du sel, du fer, ... Alors que la nuit tombe, Azazel apparaît dans le rêve de Sam et lui révèle alors son véritable plan.
- Ash et Sam meurent dans cet épisode. Ainsi que Andy (épisode 5) et Ava (épisode 10).
- Lieu : Cold Oak (une ville fantôme), Dakota

### Épisode 22:L'Armée des ténèbres, deuxième partie
- États-Unis : 17 mai 2007 sur The CW
- France : 
  - 3 décembre 2007 sur TF6
  - 15 novembre 2008 sur M6
- Belgique : 15 mars 2008 sur Plug RTL

- Samantha Ferris (Ellen Harvelle)
- Jim Beaver (Bobby Singer)
- Fredric Lehne (le démon)
- Jeffrey Dean Morgan (John Winchester)
- Aldis Hodge (Jake Talley)
- Ona Grauer (le démon du croisement)

Dean ne peut se résoudre à donner un enterrement de chasseur à Sam en brûlant son corps et il repousse Bobby qui tente de lui apporter du réconfort. Une fois seul, alors qu'il cherche un moyen de sauver son frère envers et contre tout, il a l'idée d'effectuer la même manœuvre que son père un an auparavant. Il se rend à un croisement et invoque un démon, signant un pacte pour la vie de Sam contre la sienne.
Alors que Sam se réveille sans se souvenir de rien, Dean reprend les recherches pour comprendre le plan d'Azazel face à un Bobby ébahi de voir Sam bien vivant.
- Azazel et Jake meurent dans cet épisode.
- Lieu : Sud Wyoming, près de Sunrise.